# Cnemidophorus nativo
Cnemidophorus nativo är en ödleart som beskrevs av  Emerson Antônio Rocha BERGALLO och PECCININI-SEALE 1997. Cnemidophorus nativo ingår i släktet Cnemidophorus och familjen tejuödlor. Inga underarter finns listade i Catalogue of Life.